# Eusmilia fastigiata
Eusmilia fastigiata is een rifkoralensoort uit de familie van de Meandrinidae. De wetenschappelijke naam van de soort is voor het eerst geldig gepubliceerd in 1766 door Pallas.